# Autreville-sur-la-Renne
Autreville-sur-la-Renne  là một xã thuộc tỉnh Haute-Marne trong vùng Grand Est đông bắc nước Pháp. Xã này có diện tích 41,76 km2, dân số năm 2006 là 486 người.